# Hala Tivoli
A Hala Tivoli egy két sportcsarnokból álló létesítmény Szlovénia fővárosában, Ljubljanában. A létesítményt 1965-ben nyitották meg. A nagyobb, jégkorong csarnok 7000 ülőhellyel rendelkezik. Ha átalakítják kosárlabda pályává, a befogadóképessége lecsökken 6000 főre. A kisebb, kosárlabda csarnok 4500 férőhelyes. Ez a csarnok ad otthont a KK Union Olimpija professzionális kosárlabda csapat meccseinek. Míg a nagyobb csarnok a HDD Olimpija Ljubljana professzionális jégkorong csapatnak.

## Történelem
- Rendszeres sport események:
  - KK Union Olimpija (Kosárlabda) Itt játssza az összes nemzeti és nemzetközi hazai meccsét.
  - HDD Olimpija Ljubljana (Jégkorong) Itt játssza az összes nemzeti és nemzetközi hazai meccsét. (EBEL, Szlovén Jégkorong Bajnokság).
- Egyszeri megrendezésű sportesemények:
  - 1965-ös asztalitenisz-világbajnokság
  - 1970-es férfi kosárlabda-világbajnokság, a döntőkör[2]
  - 1970-es műkorcsolya-világbajnokság
  - 1970-es tornász-világbajnokság
  - 1982-es súlyemelő-világbajnokság
  - 1984-es teke-világbajnokság
  - 2008-as Futsal világkupa selejtező, a Szlovénia-Portugália rájátszás meccs
  - Jégkorong-világbajnokságok:
    - 1966-os jégkorong-világbajnokság – A csoport
    - 1969-es jégkorong-világbajnokság – B csoport
    - 1974-es jégkorong-világbajnokság – B csoport
    - 1991-es jégkorong-világbajnokság – B csoport
    - 1993-as jégkorong-világbajnokság – C csoport
    - 1998-as jégkorong-világbajnokság – B csoport
    - 2001-es jégkorong-világbajnokság – Divízió I
    - 2007-es jégkorong-világbajnokság – Divízió I
    - 2010-es jégkorong-világbajnokság – Divízió I

## Más tevékenységek
A sportrendezvények mellett a Hala Tivoli számos koncert, musical 
és más show otthonául szolgált már.

### Híres koncertek
A következő művészek léptek fel a Hala Tivoliban:
- Louis Armstrong & The All Stars – 1965. április 4.
- Queen – Jazz Tour – 1979. február 7.
- Uriah Heep – 1983. május 16. & Wake the Sleeper Tour – 2008. december 13.
- Dire Straits – Brothers in Arms Tour – 1985. május 13.
- Iron Maiden – Somewhere On Tour – 1986. szeptember 12. & The X Factour Tour – 1996. január 21.
- The Cure – Prayer Tour – 1989. május 24.
- Nirvana – 1994. február 27. (Az utolsó előtti koncert, kicsivel több mint egy hónappal Kurt Cobain Öngyilkossága előtt.)
- Simple Minds – 1995. október 19. & 2006. április 8.
- David Bowie – Outside Tour – 1996. február 6.
- Green Day – 1996. március 23.
- Sex Pistols – 1996. július 9.
- ZZ Top – 1997. március 12. & 2009. október 16.
- Faith No More – 1997. november 19.
- Bob Dylan – 1999 European Tour – 1999. április 28. & 2010 European Tour – 2010. június 13.
- Joe Cocker – 1999. november 7. & Heart & Soul Tour – 2005. május 22.
- Rage Against the Machine – 2000. február 8.
- Yes – 2000. március 20.
- Steve Vai & Eric Sardinas – 2000. április 13.
- Jethro Tull – 2000. május 11.
- Sting – Brand New Day Tour – 2000. május 14.
- Pearl Jam – Binaural Tour – 2000. június 19.
- Michael Flatley & Lord of the Dance – 2001 European Tour – 2001. április 24-26.
- Nick Cave and the Bad Seeds – 2001 június 13.
- Bryan Adams – 2003. április 22. & Room Service Tour – 2006. november 26.
- Deep Purple – Bananas World Tour – 2003. december 5. & Rapture of the Deep Tour – 2006. október 5.
- R.E.M. – 2005. január 17.
- Anastacia – Live at Last Tour – 2005. február 19.
- Rammstein & Apocalyptica – 2005. február 25.
- Mark Knopfler – ShangriLa Tour – 2005. május 3.
- Ceca – Grom Tour – 2005. május 20.
- Dream Theater – 20th Anniversary Tour – 2005. október 19.
- Lou Reed – 2006. március 13.
- Joan Baez – 2007. március 30.
- Zucchero – 2007. május 12.
- Tori Amos – 2007. június 26.
- P!nk – I'm Not Dead Tour – 2007. július 5.
- Bryan Ferry – 2007. október 10.
- Nightwish – 2008. március 4.
- Bijelo Dugme – 2008. április 5.
- Katie Melua – 2008. április 27.
- John Fogerty – The Revival Tour – 2008. június 14.
- Status Quo – In Search Of The Fourth Chords Tour – 2008. július 2.
- Seal – 2008. július 14.
- RBD – Empezar desde Cero Tour – 2008. szeptember 4-5. (5-én kétszer) & Gira Del Adios World Tour – 2008. december 16.
- Iggy Pop, The Stooges & Psihomodo Pop – 2008. szeptember 29.
- Jean-Michel Jarre – Oxygene 30th Anniversary Tour – 2008. november 7.
- Lepa Brena – Uđi Slobodno Tour – 2009. március 21.
- Il Divo – 2009 március 27.
- Simply Red – 2009. június 24.
- Armin van Buuren & Rank 1 – 2009. október 23.
- Dream Theater, Opeth, Bigelf & Unexpect – 2009. október 31.
- Eros Ramazzotti – Ali e radici World Tour – 2009. november 19.
- Michael Bolton – 2010. január 25.
- Chris Rea – 2010. február 22.
- 50 Cent – 2010. március 3.
- Billy Idol – 2010. június 24.
- Prodigy – 2010. június 30.

És még:
- Đorđe Balašević
- The Dubliners
- Tina Turner

Lemondások:
- Lady Gaga lépett volna fel 2009. szeptember 6-án, de a show elmaradt.
- Chris Rea – 2008

## Linkek
- Hivatalos oldal